# Traqué par Scotland Yard
Pour plus de détails, voir Fiche technique et Distribution.
Traqué par Scotland Yard (titre original : Town on Trial) est un film britannique de John Guillermin réalisé en 1956 et sorti en 1957.

## Synopsis
Dans la paisible ville d'Oakleigh Park, Molly Stevens, jeune femme séduisante et frivole, est retrouvée étranglée. Envoyé sur place par Scotland Yard, l'inspecteur Mike Halloran se heurte vite à l'hostilité des habitants qui s'opposent à l'intrusion de la Police dans leur vie privée. De son côté, Halloran, homme aigri et amer depuis la mort de sa femme et de sa fille, mortes pendant la guerre, suscite l'antipathie envers les autres...

## Fiche technique
- Titre original : Town on Trial
- Réalisation : John Guillermin
- Scénario : Robert Westerby et Ken Hughes
- Directeur de la photographie : Basil Emmott
- Montage : Max Benedict
- Musique : Tristram Cary
- Production : Maxwell Setton
- Genre : Film policier
- Pays :  Royaume-Uni
- Durée : 95 minutes
- Date de sortie :
  -  Royaume-Uni : 24 janvier 1957 (Londres)
  -  États-Unis : Août 1957
  -  France : 27 septembre 1957
- Affiche : Boris Grinsson (France)

## Distribution
- John Mills (VF : Jacques Berthier) : Inspecteur Mike Halloran
- Charles Coburn (VF : Camille Guérini) : Dr John Fenner
- Barbara Bates : Elizabeth Fenner
- Derek Farr : Mark Roper
- Alex McCowen (VF : Michel François) : Peter Crowley
- Fay Compton : Mrs. Crowley
- Geoffrey Keen : Charles Dixon
- Margaretta Scott : Helen Dixon
- Meredith Edwards : Sergent Rogers
- Harry Locke : Sergent Beale
- Raymond Huntley : Dr Reese
- Harry Fowler : Leslie
- John Warwick (VF : Roger Rudel) : l'officier Hughes